# Linghai
Linghai (凌海市S, LínghǎiP) è una città-contea della Cina, situata nella provincia di Liaoning e amministrata dalla prefettura di Jinzhou.